# Rudolf Jaun
Rudolf Jaun (* 3. November 1948 in Meiringen) ist ein Schweizer Militärhistoriker.

## Leben
Jaun besuchte die Zentralschweizerische Verkehrsschule Luzern (Diplom) und die AKAD Zürich (Matura B). Von 1969 bis 1972 war er Assistent in der Schweizerischen Bankgesellschaft. Von 1971 bis 1979 studierte er Allgemeine Geschichte sowie Staatsrecht und Soziologie an der Universität Zürich. Außerdem war er nebenamtlicher Lehrer an der Berufsschule III in Zürich. 1979 erwarb er das Lizentiat, und 1984 wurde er bei Rudolf Braun zum Dr. phil. promoviert.
Danach war er Oberassistent und Lehrbeauftragter am Historischen Seminar und arbeitete an Forschungsprojekten (u. a. zum Schweizerischen Generalstab) des Schweizerischen Nationalfonds. 1989 hielt er sich am Maison des Sciences de l’Homme in Paris auf. Ab 1994 übernahm er Lehraufträge in St. Gallen, Freiburg im Üechtland und Zürich. 1995 habilitierte er sich an der Universität Zürich und erhielt die Venia legendi für Geschichte der Neuzeit unter besonderer Berücksichtigung der Militärgeschichte.
1998 wurde er als Oberst Leiter des Archivdienstes VBS und Armee an der Eidgenössischen Militärbibliothek. 2003 erhielt er eine Titularprofessur für Geschichte der Neuzeit und Militärgeschichte an der Philosophischen Fakultät der Universität Zürich. Seit 2013 ist er emeritiert. Von 2005 bis 2012 war er auch hauptamtlicher Dozent sowie Leiter des Department of Military History an der Militärakademie an der ETH Zürich.

## Schriften (Auswahl)

### Monografien
- Familien- und Personennamen im Oberhasli (= Schriftenreihe zur Heimatkunde und Geschichte der Landschaft Hasli). Brügger, Meiringen 1981.
- Das eidgenössische Generalstabskorps 1804–74. Eine kollektiv-biographische Studie (= Der schweizerische Generalstab, Band 3). Helbing und Lichtenhahn, Basel u. a. 1983, ISBN 3-7190-0843-6.
- Management und Arbeiterschaft. Verwissenschaftlichung, Amerikanisierung und Rationalisierung der Arbeitsverhältnisse in der Schweiz, 1873–1959. Chronos, Zürich 1986, ISBN 3-905278-08-1.
- Das Schweizerische Generalstabskorps 1875–1945. Eine kollektiv-biographische Studie (= Der schweizerische Generalstab, Band 8). Helbing und Lichtenhahn, Basel u. a. 1991, ISBN 3-7190-1144-5.
- Preussen vor den Augen. Das schweizerische Offizierskorps im militärischen und gesellschaftlichen Wandel des Fin de siècle. Chronos, Zürich 1999, ISBN 3-905313-11-1.
- Geschichte der Schweizer Armee, Vom 17. Jahrhundert bis in die Gegenwart. Orell Füssli, Zürich, 2019, ISBN 978-3-280-06125-1.

### Herausgeberschaften
- mit Sebastian Brändli, David Gugerli, Ulrich Pfister: Schweiz im Wandel. Studien zur neueren Gesellschaftsgeschichte. Festschrift für Rudolf Braun zum 60. Geburtstag. Helbing und Lichtenhahn, Basel u. a. 1990, ISBN 3-7190-1058-9.
- mit Brigitte Studer: Weiblich – männlich, Geschlechterverhältnisse in der Schweiz. Rechtsprechung, Diskurs, Praktiken (= Schweizerische Gesellschaft für Wirtschafts- und Sozialgeschichte, Band 13). Chronos, Zürich 1995, ISBN 3-905311-81-X.
- mit Hans-Jörg Gilomen, Margrit Müller, Béatrice Veyrassat: Innovationen. Voraussetzungen und Folgen – Antriebskräfte und Widerstände (= Schweizerische Gesellschaft für Wirtschafts- und Sozialgeschichte, Band 17). Chronos, Zürich 2001, ISBN 3-0340-0518-0.
- mit Sacha Zala: Verzeichnis der Quellenbestände zur schweizerischen Militärgeschichte. 1848–2000. Schweizerisches Bundesarchiv, Bern 2004–2006.
- mit Titus Meier: 100 Jahre Militärakademie an der ETH Zürich – von der Militärschule zur Militärakademie, 1911–2011 (= MILAK-Schrift, Nr. 13). MILAK, Birmensdorf 2011, ISBN 978-3-9523186-6-9.
- mit David Rieder: Schweizer Rüstung. Politik, Beschaffungen und Industrie im 20. Jahrhundert (= Serie Ares, Band 1). Hier + Jetzt, Baden 2013, ISBN 978-3-03919-279-3.
- mit Michael M. Olsansky, Sandrine Picaud-Monnerat, Adrian Wettstein: An der Front und hinter der Front. Der Erste Weltkrieg und seine Gefechtsfelder (= Serie Ares, Band 2). Hier und Jetzt, Baden 2015, ISBN 978-3-03919-345-5.